# Albert Brenet
Pour les articles homonymes, voir Brenet.
Albert Brenet né le 25 juin 1903 à Harfleur (Seine-Inférieure) et mort le 4 juillet 2005 à Saclay (Essonne) est un peintre, affichiste, illustrateur et sculpteur français.

## Biographie
Originaire de la région du Havre, Victor Albert Eugène Brenet dessine déjà enfant les bateaux du port. Il étudie à l'École nationale supérieure des beaux-arts de Paris en 1921 où il est élève du peintre post-impressionniste Ernest Laurent. Il embarque en 1929 à bord du Bonchamp, l'un des derniers grands voiliers français, pour un voyage de sept mois aux Antilles. Il épouse Hélène Pirotte en 1933 et il installe son atelier au 41, rue Lecourbe à Paris. En 1925, il effectue un voyage en Afrique équatoriale avec une bourse attribuée par le Salon des artistes français. En 1933, il embarque sur un bateau charbonnier de la Compagnie des chemins de fer de Paris à Lyon et à la Méditerranée (PLM) pour un voyage en mer Noire. 
À partir de 1935, il commence à travailler pour le magazine L'Illustration. En 1935, il embarque pour la première fois comme peintre à bord d'un navire de la Marine nationale, le cuirassé Provence pour immortaliser le souvenir de la revue navale que le président de la République, Albert Lebrun, va passer en rade de Douarnenez. La même année, il effectue un voyage sur le Normandie de Saint-Nazaire au Havre. 
Albert Brenet est nommé peintre officiel de la Marine en 1936.
En 1938, il décore le carré des officiers de la base aéronautique de Saint-Mandrier et il embarque sur le croiseur Émile Bertin pour réaliser une série de croquis. En 1939, il décore le carré des officiers de la base aéronautique de Berre. En 1942, durant la Seconde Guerre mondiale, il participe à l'exposition des peintres de la Marine à Vichy. En 1944, il suit en tant que peintre le régiment blindé des fusiliers marins sur le front des Vosges. Il expose plusieurs œuvres concernant Toulon au Salon de la Marine de 1945. L'année suivante, il embarque pour les Antilles sur le croiseur Montcalm chargé de ramener en France l'or de la Banque de France qui y avait été caché pendant la Seconde Guerre mondiale. En 1947, il participe au Salon des peintres de l'Air et de l'Espace. Il réalise l'affiche du Salon de la Marine de 1954 et y expose le Couronnement de la reine Elizabeth. En 1955, il expose des gouaches représentant des uniformes français et étrangers lors de l'exposition de figurines historiques au musée national de la Marine à Paris, et il expose de nouveau au Salon de la Marine. Il illustre en 1957 le livre de Roger Vercel, Pêcheurs des quatre mers, avec les peintres Marin-Marie et Mathurin Méheut. 
Le 11 mai 1960, il assiste avec Marin-Marie au lancement du paquebot France à Saint-Nazaire et immortalise la scène. En 1963, il embarque sur les porte-avions Foch et Clemenceau. De 1963 à 1969, il réalise à la demande de la compagnie de remorquage Moran Towing Corporation une série de tableaux sur le port de New York. En 1965, il expose de nouveau des gouaches représentant des uniformes lors d'une exposition de figurines au musée de la Marine à Paris. Le 19 juin 1971, il embarque sur le Suffren pour la revue navale en rade de Toulon en présence du président de la République Georges Pompidou et du premier ministre Jacques Chaban-Delmas.  
Sociétaire du Salon des artistes français, il expose au Salon de la Marine de 1945 et à Oran, au 5e Salon des peintres de la Mer.
Le Salon de la Marine lui rend hommage en 2003.
Albert Brenet meurt le 4 juillet 2005 à Paris.

## Carrière artistique

### Peintre animalier
Au début de sa carrière, Albert Brenet sculpte beaucoup plus qu'il ne peint. Ses sujets d'inspiration sont les animaux qu'il rencontre à la campagne, au jardin des plantes de Paris, aux courses ou lors de concours hippiques, ou encore dans les cirques. Il réalise en 1922 l'aigle du Monument aux libérateurs de l'Alsace-Lorraine du carrefour de l'Armistice à Rethondes pour le ferronnier Edgar Brandt. En 1925, il obtient une bourse de voyage pour l'Afrique équatoriale où il peint les animaux sauvages. Il présente ses œuvres à Paris à la galerie Charpentier lors d'une exposition consacrée aux peintres animaliers. 

### Peintre de marine
En 1929, Brenet embarque comme passager sur le trois-mâts le Bonchamp, un des derniers grands voiliers de commerce français. Durant le voyage, il prend part aux manœuvres et réalise de nombreux dessins, peintures et croquis. En Martinique, il trouve de nouveaux sujets d'inspiration, notamment le marché aux poissons, et exécute de nombreuses études de poissons bariolés. Ce voyage marque un tournant important dans sa carrière puisque la mer supplante les animaux comme source d'inspiration. À son retour en métropole, il abandonne la peinture à l'huile pour la gouache sur les conseils de son ami le peintre Mathurin Méheut.
Lors de l'ouverture du musée national de la Marine au palais de Chaillot à Paris en 1943, il expose trois peintures sur Toulon. En 1944, il réalise pour ce même musée l'affiche de l'exposition La Marine au combat. 

### Illustrateur et affichiste
En 1934, son talent est remarqué par les dirigeants de la revue L'Illustration, dont il devient un collaborateur régulier. Il participe alors à de nombreuses cérémonies, défilés et couvre de nombreux événements en tant qu'illustrateur. Il rencontre les grands de ce monde. En 1937, il réalise pour le compte de L'Illustration des croquis du couronnement de George VI et de la revue navale de la flotte britannique à Portsmouth. La reine Mary lui achète les originaux des œuvres reproduites dans L'Illustration qui sont conservées au palais Saint James à Londres.
En 1944, Brenet réalise sa première affiche pour le Concours central hippique reproducteurs. Ses talents d'affichiste sont exploités par les plus grandes compagnies maritimes françaises, dont la Compagnie de navigation des chargeurs réunis, la Compagnie générale transatlantique et la Compagnie des messageries maritimes. Par la suite, il travaille pour diverses compagnies maritimes et aérienne, la SNCF, la marie de Paris et la Marine nationale. Il réalise les affiches du lancement et de la traversée inaugurale des paquebots Normandie en 1935 et du France en 1961. La revue américaine Life et The Illustrated London News font également appel à lui.

### Artiste voyageur
Albert Brenet sillonne les mers du monde sur différents navires réalisant croquis, peintures à l'huile, gouaches des navires, des ports mais aussi de scènes de la vie des équipages. Il peint toujours sur place. Il s'intéresse autant aux paysages qu'aux scènes de rue ou aux individus. Il suit l'actualité et s'intéresse aux évolutions technologiques de son temps. Il profite de ses embarquements sur des bâtiments de la Marine pour peindre les pays où il fait escale. 
En 1952, il séjourne six mois au Japon, pays qu'il rêvait de visiter depuis son enfance. Ce séjour constitue une étape importante dans sa carrière artistique. Le Japon augmente son goût pour les harmonies de couleurs et il parvient au sommet de son art dans l'emploi des rouges et des jaunes. Il est également inspiré par les idéogrammes japonais. En 1958, il effectue un grand voyage aux États-Unis qu'il parcourt en voiture de New York à Los Angeles.

## Expositions
- 1974 : Albert Brenet, marines et voyage, du 17 mai au 13 juillet, musée national de la Marine, Paris[6].
- 1980 : Le Havre[8].
- 1991 : Albert Brenet peintre reporter, du 4 avril au 5 juin, musée national de la Marine, Paris[9].
- 1996 : Brest[10] et Le Havre[11].
- 2003 : Perros-Guirec[12].
- 2005 : Dix regards de peintres de marines, avec Édouard Adam, Étienne Blandin, Roger Chapelet, Lucien-Victor Delpy, Ernest Guérin, Marin-Marie, Mathurin Méheut, Joseph-Honoré Pellegrin, Joseph Roux, Ange-Joseph Antoine Roux et François Joseph Frédéric Roux, 10e Festival d'art de Saint-Briac-sur-Mer, couvent de la Sagesse.
- 2007 : Saint-Briac-sur-Mer[13].
- 2021 : Visions fantastiques. Damien Colcombet et Albert Brenet, du 20 mars au 17 juillet 2021, Centre Cristel Éditeur d'Art, Saint-Malo[14].

## Collections publiques

### Peinture
- Paris :
  - musée national de la Marine[15],[16] ;
  - musées de la Ville de Paris[Lesquels ?].
- Tremblay-en-France, musée Air France[17].

### Dessin
- Toulon, musée national de la Marine : La Porte de l'arsenal de Toulon, vers 1938, gouache.

### Modélisme
- Paris, musée national de la Marine :
  - Maquette de bateau Bonchamp, trois-mâts barque, 1930 ;
  - Le Redoutable, 1967, diorama.

## Illustrations
- L'Illustration[Lesquels ?].
- Une porte de l'Europe, Nantes, pour le Rotary-Club, 83 planches illustrées dont 17 d'Albert Brenet, Imp. Beuchet et Vanden Brugge, 1951.
- Roger Vercel, Pêcheurs des quatre mers, Nantes, Brugges, Imp. Beuchet et Vanden Brugge, 1957.
- Jean Riverain et Georges Blond, Bateaux d'aujourd'hui, illustrations: Albert Brenet et quatorze autres artistes: Pierre Bentegeat, Christian Broutin, Michelle Dallemer, Philippe Degrave, P. Fauvet, Giovanni Giannini, P. Leroy, Jean Lhuer, Jean Marcellin, Maurice Mathonnière, Henri Mercier, G. Michel, Jean-Michel Rabec, Yves Thos, éd. Gautier-Languereau, coll. Une sélection Paris Match, Paris, 1963.
- Jules Verne, Le tour du monde en 80 jours, Paris, Hachette, 1976 (ISBN 2010008553).
- Jack London, La croisière de Dazzler[18] et Contes des mers du sud[19].

## Distinctions
- 1936 : peintre de l'Air.
- 1952 : chevalier des Palmes académiques.
- 1953 : chevalier de la Légion d'honneur.[réf. souhaitée]
- 1954 : peintre officiel de la Marine.
- 1959 : peintre de l'Armée de terre.

### Vidéo
- Alexandre de Séguins, Albert Brenet, une vie en peinture, Rennes : France 3 Ouest littoral, 2005, DVD.